# Pseudoscada timna
Espèce
Pseudoscada timna est une espèce d'insectes lépidoptères (papillons) de la famille des Nymphalidae, de la sous-famille des Danainae et du genre Pseudoscada.

## Dénomination
Pseudoscada timna a été décrit par William Chapman Hewitson en 1855 sous le nom initial de' Ithonia timna.

### Sous-espèces
- Pseudoscada timna timna ; présent au Venezuela.
- Pseudoscada timna pusio (Godman & Salvin, 1877) ; présent au Nicaragua et à Panama.
- Pseudoscada timna saturata (Staudinger, 1885) ; présent en Colombie
- Pseudoscada timna troetschi (Staudinger, [1884]) ; présent en Colombie
- Pseudoscada timna utilla (Hewitson, 1856) ; présent au Nicaragua et en Colombie
- Pseudoscada timna ssp ; présent en Colombie
- Pseudoscada timna ssp ; présent en Équateur
- Pseudoscada timna ssp ; présent au Pérou.
- Pseudoscada timna ssp ; présent au Pérou[1].

### Nom vernaculaire
Pseudoscada timna se nomme Timna Clearwing en anglais.

## Description
Pseudoscada timna est un papillon aux ailes à apex arrondi et d'une envergure d'environ 35 mm. Les ailes sont transparentes à veines marron, sur le dessus bordées de marron et sur le revers bordées d'orange.

## Écologie et distribution
Pseudoscada timna est présent présent à Panama, au Nicaragua, au Venezuela, en Colombie, en Équateur, dans l'est du Brésil et au Pérou.

### Protection
Pas de statut de protection particulier.